# Avion de superioritate aeriană

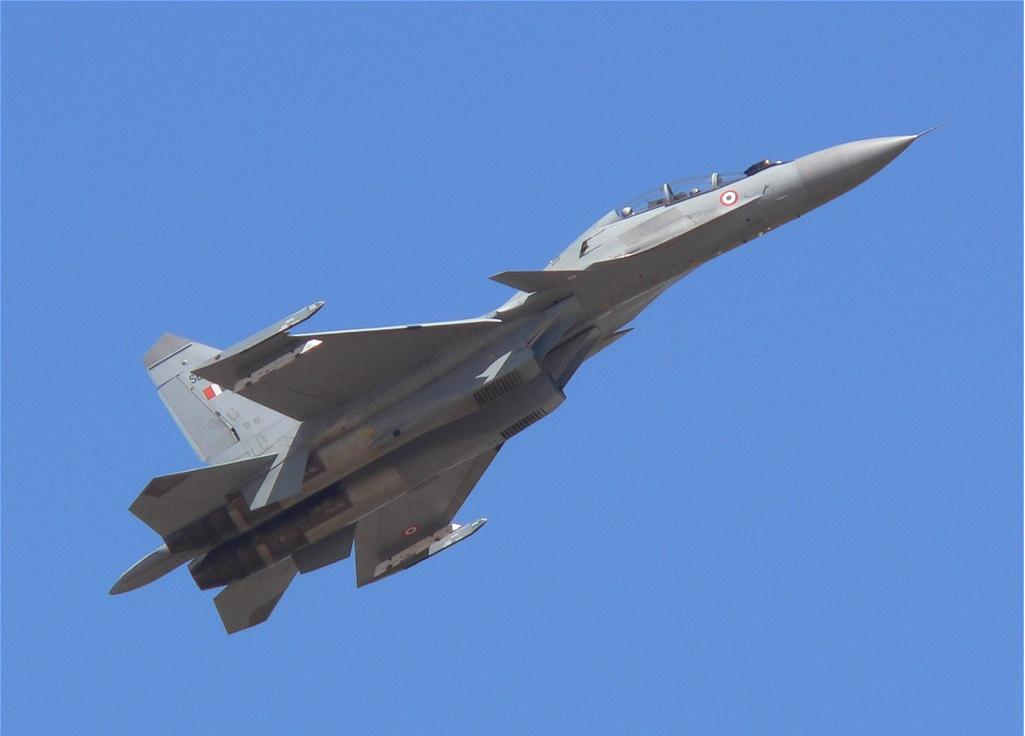
Suhoi Su-30

Un avion de superioritate aeriană este un avion de vânătoare conceput pentru a câștiga și menține controlul asupra spațiului aerian inamic.

## Avioane de superioritate aeriană
- F-14 Tomcat
- F-15 Eagle
- F-22 Raptor
- Suhoi Su-27
- Eurofighter Typhoon